# Jhon Pinilla
Jhon Jairo Pinilla Cubillos (Bogotá, 12 de abril de 1980) es un deportista profesional colombiano de microfútbol y actualmente milita en el equipo Caciques del Quindío. Es considerado el mejor jugador del mundo según la Asociación Mundial de Futsal (AMF).

## Historia
Es referente en el microfútbol capitalino desde que tenía 7 años de edad cuando empezó a jugar  Jhon Pinilla siempre marcó diferencia entre sus rivales con talento innato.  los años lo convirtieron en uno de los mejores salonistas del mundo, a través de los torneos en los que triunfó a nivel nacional e internacional. su pasión por el fútbol de salón hacia que se escapara de clases 
Le encantaba pegarle al balón en espacios reducidos y por eso pronto se ganó un puesto en las selecciones juveniles de Bogotá de microfútbol para posteriormente recibir su primer contrato en 1999.

## Trayectoria
En el año 1999 integró el Saeta FSC, uno de los equipos más importantes y tradicionales de Bogotá, con el objetivo de jugar los torneos de la capital; con este equipo disputó además el Mundial de Clubes FIFUSA ese mismo año logrando el subtítulo, perdiendo la final contra el equipo Rubio Ñu de Paraguay.  
En el año 2002 integra el Club Deportivo Polikennedy de la capital con el cual disputó, además de los torneos distritales, la primera Copa Libertadores de fútbol sala avalada por la FIFA, logrando ser el goleador del Zonal Norte pero de nuevo queda con el subtítulo a nivel de clubes; ese mismo año, el equipo Independiente Santa Fe de Colombia le había hecho una oferta para jugar fútbol a nivel profesional, pero Jhon la rechazó amablemente para perfeccionar su técnica en el fútbol de salón. Desde el año 2003 y hasta el 2008 sus habilidades y destrezas con el balón son puestas a prueba en Europa, más exactamente en la Liga Italiana de Futsal convirtiéndose en jugador del Arzignano de la provincia de Vicenza, donde su talento ayuda al equipo italiano para ganar dos títulos de la Serie A, dos Supercopas de Italia y participar dos veces en la Copa UEFA de fútbol sala, llevando al equipo a su época más gloriosa.
En 2009, Pinilla regresa a Colombia para integrar el Bucaramanga FSC en el recién creado campeonato profesional de microfútbol, logrando en la misma temporada el título; se mantuvo en el equipo un año más logrando el subcampeonato en 2010. La temporada siguiente ficha por  Independiente Santander, aunque los resultados en esa temporada no fueron los mejores ya que quedaron eliminados en play-offs. 
Desde 2012 hasta el 2014 jugó para el equipo Barrancabermeja Ciudad Futuro, donde obtuvo un nuevo título en 2013 y después de dos frustraciones por fin consigue su primer título internacional a nivel de clubes: El Sudamericano Zona Norte, repitiendo triunfo internacional en la Copa de las Américas, ambos torneos realizados en 2014.
Para el torneo del 2015 ingresa a las filas del P&Z de la capital colombiana, llegando por cuarta ocasión en su carrera profesional a la final del torneo, pero por segunda vez se queda con el subtítulo, cayendo su equipo ante Bello Innovar 80 en casa.
En la temporada 2016 ingresa al recién creado equipo Taz Santander, donde obtiene por tercera y cuarta ocasión el título nacional, aprovechando que es la primera vez que se juegan dos torneos en un mismo año, pero de nuevo se queda corto en torneos internacionales al quedar Segundo en la Copa de las Américas de 2017.
Para la temporada 2017 se confirma su contratación por parte de Caciques del Quindío de Calarca, llegando por séptima vez a la final de este torneo, pero por tercera ocasión la pierde, esta vez a manos de Visionarios de Sincelejo. A nivel internacional, consigue en 2018 con el equipo quindiano los títulos del Sudamericano Zona Norte y de la Copa de las Américas; en ambos casos, derrotando en la final a Visionarios, sumando en su cuenta personal 4 títulos internacionales a nivel de clubes.
De regreso en Bogotá, se integró a un proyecto deportivo para el torneo de la temporada 2018, Ángeles de Bogotá, siendo el referente principal de un proyecto ambicioso pensado para ser campeones llegando una vez más a la final, objetivo frustrado al caer en la serie ante su exequipo Caciques del Quindío; no obstante, consiguió un récord de 37 goles marcados en el torneo, coronándolo como el máximo anotador en la temporada. En el plano internacional, consigue su tercera Copa de las Américas en 2019 venciendo en la final a Caciques del Quindío, cobrando así revancha de la final perdida en el torneo local el año anterior. A nviel local, en el torneo de 2019 su equipo se quedó en semifinales, cayendo por cobros del punto penal ante Visionarios de Sincelejo.

## Selección nacional
Su actuación en los torneos jugados con Saeta lo llevó a formar parte activa en el año 2000 de la Selección Colombia de Fútbol de Salón que disputó el mundial de selecciones, organizado por la FIFUSA en Bolivia, donde se consagraron campeones derrotando en la final al equipo anfitrión en la tanda de tiros penaltis, quedando además como goleador del torneo con 19 anotaciones.
Luego de dos buenos mundiales: Paraguay 2003 (Subcampeón) y Argentina 2007 (Tercer Lugar), juega el Mundial de Futsal 2011 que se realizó por primera vez en su país, consagrándose ante su afición como el mejor jugador de torneo además de goleador (17 goles), y gracias a su magia y goles Colombia logra ser campeón mundial por segunda vez en su historia ante un difícil rival como Paraguay. 
En el 2013 hizo historia con su selección al ser los campeones del primer Torneo de Futsal de los Juegos Mundiales realizados en la ciudad de Cali, Colombia.
En 2014 juega por primera vez el Sudamericano, jugando como anfitriones en la ciudad de Cali. Este torneo estuvo inactivo por 16 años (el último fue en 1998) y en su reactivación logra por primera vez en su historia el título para su selección, llevándose de paso el título como goleador del certamen con 17 goles.
En el año 2015 es convocado a la selección una vez más para jugar el mundial esta vez en Bielorrusia, llegando a la final por segunda vez consecutiva y de nuevo ante Paraguay, logrando por tercera vez el título para la selección y para su cuenta personal.
Antes de ser convocado a la selección para el mundial de Argentina 2019, Jhon Pinilla había anunciado su retiro del equipo nacional esperando hacerlo como campeón mundial por cuarta ocasión, pero vio truncada esa aspiración al caer eliminada su selección en la ronda de cuartos de final contra Brasil en extra tiempo, culminando su paso por el certamen con 10 anotaciones y dejándolo como el máximo anotador en la historia de la selección con 92 goles y quien más partidos ha jugado con 39 apariciones para Colombia. También deja el récord de ser el máximo anotador en la historia de los campeonatos mundiales con 74 celebraciones.
Después salió de su retiro para jugar otro mundial más con la selección Colombia, el mundial 2023 en México en dónde quedaron en el tercer lugar.

## Clubes
| Club                    | País     | Año             |
| ----------------------- | -------- | --------------- |
| Saeta FSC               | Colombia | 1999-2002       |
| C.D. Polikennedy        | Colombia | 2002            |
| TFL Arzignano           | Italia   | 2003-2008       |
| Bucaramanga FSC         | Colombia | 2009-2010       |
| Independiente Santander | Colombia | 2011            |
| Barrancabermeja CF      | Colombia | 2012- 2014      |
| P&Z Bogotá              | Colombia | 2015            |
| TAZ Santander           | Colombia | 2016            |
| Caciques del Quindío    | Colombia | 2017            |
| Ángeles de Bogotá       | Colombia | 2018-2022       |
| Caciques del Quindío    | Colombia | 2023-2024       |
| Motilones Futbol Club   | Colombia | 2025-2025       |
| Caciques del Quindío    | Colombia | 2025-actualidad |

## Palmarés

### Torneos nacionales
| Título                          | Equipo               | País     | Año     |
| ------------------------------- | -------------------- | -------- | ------- |
| Serie A1                        | TFL Arzignano        | Italia   | 2004-05 |
| Serie A1                        | TFL Arzignano        | Italia   | 2005-06 |
| Supercopa de Italia Calcio a 5  | TFL Arzignano        | Italia   | 2004    |
| Supercopa de Italia Calcio a 5  | TFL Arzignano        | Italia   | 2006    |
| Copa Profesional de Microfútbol | Bucaramanga FSC      | Colombia | 2009    |
| Copa Profesional de Microfútbol | Barrancabermeja C.F. | Colombia | 2013    |
| Copa Profesional de Microfútbol | TAZ Santander        | Colombia | 2016 I  |
| Copa Profesional de Microfútbol | TAZ Santander        | Colombia | 2016 II |

### Torneos internacionales
| Título                             | Equipo               | País                 | Año  |
| ---------------------------------- | -------------------- | -------------------- | ---- |
| Mundial de Fútbol de Salón         | Colombia             | Bolivia              | 2000 |
| Mundial de Fútbol de Salón         | Colombia             | Colombia             | 2011 |
| Oro en Juegos Mundiales            | Colombia             | Colombia             | 2013 |
| Copa de las Américas Zona Norte    | Barrancabermeja C.F. | Colombia             | 2014 |
| Copa de las Américas               | Barrancabermeja C.F. | Colombia y Argentina | 2014 |
| Sudamericano de Fútbol de Salón    | Colombia             | Colombia             | 2014 |
| Mundial de Fútbol de Salón         | Colombia             | Bielorrusia          | 2015 |
| Copa de las Américas Zona Norte    | Caciques del Quindío | Ecuador              | 2018 |
| Copa de las Américas               | Caciques del Quindío | Colombia             | 2018 |
| Copa de las Américas               | Ángeles de Bogotá    | Colombia             | 2019 |
| Campeonato Sudamericano Zona Norte | Caciques del Quindío | Colombia             | 2023 |

### Distinciones individuales
| Distinción                                                | Año  |
| --------------------------------------------------------- | ---- |
| Goleador del Mundial de Futsal (19 goles)                 | 2000 |
| Goleador de la Supercopa de Italia Calcio a 5 (3 goles)   | 2006 |
| Goleador del Mundial de Futsal (? goles)                  | 2007 |
| Goleador del Mundial de Futsal (17 goles)                 | 2011 |
| Goleador del Sudamericano de Fútbol de Salón (17 goles)   | 2014 |
| Goleador de la Copa Profesional de Microfútbol (37 goles) | 2018 |
| Goleador del Mundial de Futsal (10 goles, compartido)     | 2019 |